# Manzanares (kommun i Spanien, Kastilien-La Mancha, Provincia de Ciudad Real, lat 39,02, long -3,37)
Manzanares är en kommun i Spanien.   Den ligger i provinsen Provincia de Ciudad Real och regionen Kastilien-La Mancha, i den centrala delen av landet, 160 km söder om huvudstaden Madrid. Antalet invånare är 19 237. Arean är 474 kvadratkilometer. Manzanares gränsar till Alcázar de San Juan, Almagro, Alhambra, Villarta de San Juan, Herencia, Llanos del Caudillo, Argamasilla de Alba, La Solana, Membrilla, Valdepeñas, Moral de Calatrava, Daimiel och Puerto Lápice. 
Terrängen i Manzanares är huvudsakligen platt, men åt sydväst är den kuperad.